# Abdennour Laouni
Abdennour Laouni (ur. 10 grudnia 1995) – algierski zapaśnik walczący w stylu klasycznym. Zajął 31. miejsce na mistrzostwach świata w 2019 roku. 
Ósmy w indywidualnym Pucharze Świata w 2020. Triumfator igrzysk afrykańskich w 2015 i trzeci w 2019. Zdobył pięć medali mistrzostw Afryki w latach 2017 - 2024. Złoty medalista mistrzostw śródziemnomorskich w 2016 i 2018.
Czternasty na igrzyskach wojskowych w 2019. Wicemistrz Afryki juniorów w 2014, a trzeci w 2015 roku.